# Jimmy Sangster
James Henry Kinmel Sangster (ur. 2 grudnia 1927 w Kinmel Bay w Walii, zm. 19 sierpnia 2011 w Londynie) – brytyjski scenarzysta i reżyser.

## Scenarzysta
- 1957: Przekleństwo Frankensteina
- 1958: Zemsta Frankensteina
- 1958: Dracula
- 1959: Mumia
- 1966: Dracula: Książę Ciemności
- 1970: Horror Frankensteina
- 1980: Fobia